# Athena Massey
Athena Marie Massey (ur. 10 listopada 1967 w Orange, Kalifornia) – amerykańska modelka oraz aktorka filmowa i telewizyjna. 
Karierę w showbiznesie zaczynała od modelingu. W produkcjach filmowych zaczęła występować od początku lat dziewięćdziesiątych, współpracując z Rogerem Cormanem. Pierwszą dużą rolę dostała dopiero w 1995 r. w thrillerze erotycznym pt. Gorąca agentka / Przykrywka (Undercover Heat) u boku Jeffreya Deana Morgana (później stwierdziła, że żałowała wzięcia udziału w tym filmie gdyż thrillery erotyczne nie były docelowym kierunkiem kariery filmowej jaką chciała rozwijać i z tego względu odrzuciła kilka kolejnych ofert zagrania w tego typu produkcjach) oraz w filmie science fiction Łowca trzeciego wymiaru (Virtual Combat), gdzie zagrała u boku Dona Wilsona. Od połowy lat 90. występowała w filmach klasy B, a także pojawiała się w rolach cameo w takich serialach telewizyjnych jak: Doogie Howser, lekarz medycyny, Star Trek: Voyager czy Gorączka w mieście. Jest również współtwórczynią wraz z Brooksem Wachtelem komiksu pt. Athena: Warrior Eternal (1998) - pojawiła się również na okładce tego komiksu. 
Na przełomie lat dziewięćdziesiątych i dwutysięcznych występowała w grach komputerowych. Wcieliła się m.in. w postacie dla serii gier Command & Conquer - zagrała pilotkę Brink w grze Command & Conquer: Tiberian Sun oraz porucznik Ewę Lee w Command & Conquer: Red Alert 2 i Command & Conquer: Red Alert 2 – Yuri’s Revenge. Występowała do ok. 2001 roku. W 2023 wystąpiła obok Monique Parent, Amy Lindsay, Kiry Reed Lorsch, Andrew Stevensa, Jima Wynorskiego i Freda Olena Raya w filmie dokumentalnym pt. We Kill for Love: The Lost World of the Erotic Thriller traktującym o popularności filmów z gatunku thrillerów erotycznych w latach dziewięćdziesiątych. 

## Wybrana filmografia
- Szukając sprawiedliwości (1991) jako jedna z ofiar
- Pamiętnik Czerwonego Pantofelka (1992) jako prawnuczka Edny Gaines / Edna Gaines
- Żar młodości (1992) jako Marianna
- Doogie Howser, lekarz medycyny (1992) jako Liz
- Star Trek: Voyager (1995) jako Jessen
- Gorąca agentka / Przykrywka (Undercover Heat; 1995) jako Cindy Hannen
- Kroniki Seinfelda (1995) jako Melanie
- Gruby i chudszy (1996) jako seksowna dziewczyna
- Gorączka w mieście (1996) jako Meredith Knoll
- Nash Bridges (1999-2000) jako Dori Ditlow